# Liste des églises des Alpes-de-Haute-Provence
La Liste des églises des Alpes-de-Haute-Provence recense de manière exhaustive les églises situées dans le département français des' Alpes-de-Haute-Provence. Il est fait état des diverses protections dont elles peuvent bénéficier, et notamment les inscriptions et classements au titre des monuments historiques.
En ce qui concerne le culte catholique, toutes les églises sont situées dans le diocèse de Digne, Riez et Sisteron.

## Statistiques

### Nombres
Le département français des Alpes-de-Haute-Provence compte 275 églises pour un total de 200 communes, soit une moyenne de 1,37 église par commune.
Depuis 2020, le diocèse de Digne, Riez et Sisteron compte 198 paroisses.

## Présentation
La liste ci-dessous se limite aux églises du département, qu'elle recense de manière exhaustive. Sont également mentionnées les Cathédrales mais de manière non exhaustives pour ces derniers. Le classement se fait par commune, dans l'ordre alphabétique.

## Classement
Le classement ci-après se fait par commune selon l'ordre alphabétique.

## Liste

### Église catholique
| Église                                                                               | Commune                     | Adresse          | Coordonnées                              | Notice | Protection        | Date            | Illustration                                                              |
| ------------------------------------------------------------------------------------ | --------------------------- | ---------------- | ---------------------------------------- | --- | ----------------- | --------------- | ------------------------------------------------------------------------- |
| Église Sainte-Marie-Madeleine d'Aiglun                                               | Aiglun                      |                  | 44° 03′ 49,93″ nord, 6° 07′ 46,52″ est   | |                   |                 | Église Sainte-Marie-Madeleine d'Aiglun                                    |
| Église Sainte-Delphine d'Aiglun                                                      | Aiglun                      |                  | 44° 03′ 02,5″ nord, 6° 08′ 42″ est       | |                   |                 | Église Sainte-Delphine d'Aiglun                                           |
| Église Saint-Marc                                                                    | Allemagne-en-Provence       |                  | 43° 46′ 50,8″ nord, 6° 00′ 30,4″ est     | |                   |                 | Église Saint-Marc                                                         |
| Église Saint-Martin                                                                  | Allons                      |                  | 43° 58′ 39,67″ nord, 6° 35′ 43,97″ est   | |                   |                 | Église Saint-Martin                                                       |
| Église Notre-Dame-de-Valvert                                                         | Allos                       |                  | 44° 14′ 17,1″ nord, 6° 37′ 42″ est       | Notice no PA00080349, sur la plateforme ouverte du patrimoine, base Mérimée, ministère français de la Culture et Notice no IA04000164, sur la plateforme ouverte du patrimoine, base Mérimée, ministère français de la Culture | Classé MH (1846)  | 18 04 1914      | Église Notre-Dame-de-Valvert                                              |
| Ancienne église Clocher-des-Remparts                                                 | Allos                       |                  | 44° 14′ 23,46″ nord, 6° 37′ 42,107″ est  | |                   |                 | Image manquante Téléverser                                                |
| Église Notre-Dame-et-Saint-Honorat                                                   | Angles                      |                  | 43° 56′ 38,45″ nord, 6° 33′ 27,93″ est   | « IA04000230 » |                   |                 | Église Notre-Dame-et-Saint-Honorat                                        |
| Église Saint-Jean-Baptiste                                                           | Annot                       |                  | 43° 58′ 03,04″ nord, 6° 40′ 03,21″ est   | « IA04001392 » |                   |                 | Église Saint-Jean-Baptiste                                                |
| Église Saint-Pierre-ès-Liens de Rouaine                                              | Annot                       |                  | 43° 55′ 54,34″ nord, 6° 39′ 54,92″ est   | « IA04001391 » |                   |                 | Église Saint-Pierre-ès-Liens de Rouaine                                   |
| Église Notre-Dame de l’Assomption                                                    | Archail                     |                  | 44° 07′ 17,825″ nord, 6° 20′ 02,836″ est | |                   |                 | Image manquante Téléverser                                                |
| Église Saint-Véran                                                                   | Aubenas-les-Alpes           |                  | 43° 55′ 50,9″ nord, 5° 40′ 54,1″ est     | |                   |                 | Église Saint-Véran                                                        |
| Église Saint-Julien                                                                  | Aubignosc                   |                  | 44° 07′ 50,714″ nord, 5° 57′ 57,33″ est  | |                   |                 | Église Saint-Julien                                                       |
| Église Sainte-Marie-Madeleine                                                        | Authon                      |                  | 44° 14′ 17,329″ nord, 6° 07′ 36,257″ est | |                   |                 | Image manquante Téléverser                                                |
| Église Saint-André                                                                   | Auzet                       |                  | 44° 17′ 41,899″ nord, 6° 19′ 00,037″ est | |                   |                 | Image manquante Téléverser                                                |
| Église Haute (ou Saint-Marc)                                                         | Banon                       |                  | 44° 02′ 17,84″ nord, 5° 37′ 35,299″ est  | |                   |                 | Église Haute (ou Saint-Marc)                                              |
| Église Saint-Just-et-Notre-Dame-des-Anges (ou Notre-Dame-de-l'Assomption)            | Banon                       |                  | 44° 02′ 21,739″ nord, 5° 37′ 40,519″ est | |                   |                 | Église Saint-Just-et-Notre-Dame-des-Anges (ou Notre-Dame-de-l'Assomption) |
| Église Saint-Pierre-ès-liens                                                         | Barcelonnette               |                  | 44° 23′ 16,12″ nord, 6° 39′ 05,155″ est  | |                   |                 | Église Saint-Pierre-ès-liens                                              |
| Église Saint-Dominique (ancienne - tour Cardinalis)                                  | Barcelonnette               |                  | 44° 23′ 14,82″ nord, 6° 39′ 11,59″ est   | |                   |                 | Église Saint-Dominique (ancienne - tour Cardinalis)                       |
| Église Saint-Clair                                                                   | Barles                      |                  | 44° 15′ 49,136″ nord, 6° 16′ 05,351″ est | |                   |                 | Image manquante Téléverser                                                |
| Église Saint-Nicolas                                                                 | Barras                      |                  | à géolocaliser                           | |                   |                 | Image manquante Téléverser                                                |
| Église Saint-Jean-Baptiste                                                           | Barrême                     |                  | 43° 57′ 14,5″ nord, 6° 22′ 09,2″ est     | « IA04000355 » |                   |                 | Église Saint-Jean-Baptiste                                                |
| Église Sainte-Anne de Gévaudan                                                       | Barrême                     |                  | 43° 57′ 29,04″ nord, 6° 25′ 59,8″ est    | « IA04000163 » |                   |                 | Image manquante Téléverser                                                |
| Église Notre-Dame-de-Bethléem                                                        | Bayons                      |                  | 44° 20′ 17,9″ nord, 6° 09′ 47,4″ est     | « PA00080356 » | Classé MH (1891)  |                 | Église Notre-Dame-de-Bethléem                                             |
| Église Sainte-Anne d'Astoin                                                          | Bayons                      |                  | 44° 21′ 54″ nord, 6° 10′ 21,8″ est       | |                   |                 | Église Sainte-Anne d'Astoin                                               |
| Église Saint-Christophe et Saint-Sébastien d'Esparron la Bâtie                       | Bayons                      |                  | 44° 18′ 31,997″ nord, 6° 09′ 03,776″ est | |                   |                 | Église Saint-Christophe et Saint-Sébastien d'Esparron la Bâtie            |
| Église Saint-Vincent de Reynier                                                      | Bayons                      |                  | 44° 18′ 14,702″ nord, 6° 06′ 52,866″ est | |                   |                 | Église Saint-Vincent de Reynier                                           |
| Église Saint-Pierre-des-Auches de Saint-Pierre                                       | Beaujeu                     |                  | 44° 12′ 30,175″ nord, 6° 23′ 05,212″ est | |                   |                 | Image manquante Téléverser                                                |
| Église Notre-Dame-de-l’Assomption                                                    | Beaujeu                     |                  | 44° 12′ 12,452″ nord, 6° 22′ 15,737″ est | |                   |                 | Église Notre-Dame-de-l’Assomption                                         |
| Église Notre-Dame-de-l'Assomption                                                    | Beauvezer                   |                  | 44° 08′ 36,355″ nord, 6° 35′ 31,427″ est | « IA04000145 » |                   |                 | Image manquante Téléverser                                                |
| Église Saint-Joseph de la Frayssinie                                                 | Bellaffaire                 |                  | 44° 24′ 02,534″ nord, 6° 12′ 37,174″ est | |                   |                 | Image manquante Téléverser                                                |
| Église Saint-Nicolas-de-Myre                                                         | Bellaffaire                 |                  | 44° 25′ 10,146″ nord, 6° 10′ 36,991″ est | |                   |                 | Image manquante Téléverser                                                |
| Église Saint-Gervais-Saint-Protais                                                   | Bevons                      |                  | 44° 10′ 48″ nord, 5° 52′ 48″ est         | |                   |                 | Église Saint-Gervais-Saint-Protais                                        |
| Église Saint-Pierre-et-Saint-Martin                                                  | Beynes                      |                  | 43° 59′ 26,286″ nord, 6° 13′ 24,467″ est | |                   |                 | Église Saint-Pierre-et-Saint-Martin                                       |
| Église Sainte-Madeleine-et-Saint-Étienne au Creisset                                 | Beynes                      |                  | 43° 59′ 09,06″ nord, 6° 17′ 10,82″ est   | |                   |                 | Image manquante Téléverser                                                |
| Église Saint-Symphorien                                                              | Blieux                      |                  | 43° 52′ 18,24″ nord, 6° 22′ 23,56″ est   | « IA04001479 » |                   |                 | Église Saint-Symphorien                                                   |
| Église Saint-Nicolas-de-Myre                                                         | Bras-d'Asse                 |                  | 43° 55′ 30,504″ nord, 6° 07′ 26,152″ est | |                   |                 | Église Saint-Nicolas-de-Myre                                              |
| Église Notre-Dame de La Bégude                                                       | Bras-d'Asse                 |                  | 43° 55′ 14,311″ nord, 6° 08′ 04,301″ est | |                   |                 | Église Notre-Dame de La Bégude                                            |
| Église Saint-Martin                                                                  | Braux                       |                  | 43° 59′ 15,8″ nord, 6° 41′ 55,81″ est    | | IA04000813        |                 | Église Saint-Martin                                                       |
| Église Saint-Martin                                                                  | Brunet                      |                  | 43° 53′ 24″ nord, 6° 01′ 48″ est         | |                   |                 | Église Saint-Martin                                                       |
| Église Saint-Victor                                                                  | Castellane                  |                  | 43° 50′ 50,3″ nord, 6° 30′ 48,2″ est     | Notice no PA00080359, sur la plateforme ouverte du patrimoine, base Mérimée, ministère français de la Culture et Notice no IA04000900, sur la plateforme ouverte du patrimoine, base Mérimée, ministère français de la Culture | Classé MH (1944)  | 14/03/1944      | Église Saint-Victor                                                       |
| Église Notre-Dame-du-Plan (ancienne)                                                 | Castellane                  |                  | 43° 50′ 51,98″ nord, 6° 30′ 14,3″ est    | « IA04000801 » |                   |                 | Image manquante Téléverser                                                |
| Église du Sacré-Cœur                                                                 | Castellane                  |                  | 43° 50′ 49,24″ nord, 6° 30′ 51,04″ est   | « IA04000901 » |                   |                 | Image manquante Téléverser                                                |
| Église Saint-André-du-Roc (ruine)                                                    | Castellane                  |                  | 43° 50′ 51,99″ nord, 6° 31′ 07,94″ est   | « IA04001060 » |                   |                 | Image manquante Téléverser                                                |
| Église Saint-Joseph des Augustins)                                                   | Castellane                  |                  | 43° 50′ 52,044″ nord, 6° 30′ 39,604″ est | « IA04000930 » |                   |                 | Image manquante Téléverser                                                |
| Église Saint-Pons d'Éoulx                                                            | Castellane                  |                  | 43° 48′ 39,53″ nord, 6° 33′ 03,97″ est   | « IA04001139 » |                   |                 | Église Saint-Pons d'Éoulx                                                 |
| Église Saint-Martin de Chasteuil                                                     | Castellane                  |                  | 43° 50′ 12,11″ nord, 6° 25′ 22,32″ est   | « IA04001150 » |                   |                 | Église Saint-Martin de Chasteuil                                          |
| Église Saint-Pons d'Éoulx                                                            | Castellane                  |                  | 43° 51′ 54,01″ nord, 6° 29′ 48,86″ est   | « IA04001141 » |                   |                 | Image manquante Téléverser                                                |
| Église Saint-Martin de la Baume                                                      | Castellane                  |                  | 43° 53′ 29,4″ nord, 6° 30′ 02,6″ est     | « IA04001136 » |                   |                 | Image manquante Téléverser                                                |
| Église Saint-Pierre de Taulanne                                                      | Castellane                  |                  | 43° 52′ 10,23″ nord, 6° 26′ 59,78″ est   | « IA04001144 » |                   |                 | Église Saint-Pierre de Taulanne                                           |
| Église Notre-Dame de Robion                                                          | Castellane                  |                  | 43° 48′ 42,62″ nord, 6° 29′ 34,61″ est   | « IA04001143 » |                   |                 | Image manquante Téléverser                                                |
| Église Saint-Jean-Baptiste de Villars-Brandis                                        | Castellane                  |                  | 43° 50′ 14,73″ nord, 6° 27′ 56,88″ est   | « IA04001145 » |                   |                 | Image manquante Téléverser                                                |
| Église Saint-Pierre-et-Saint-Paul                                                    | Castellet-lès-Sausses       |                  | 43° 59′ 39,04″ nord, 6° 45′ 49,38″ est   | Notice no PA00080363, sur la plateforme ouverte du patrimoine, base Mérimée, ministère français de la Culture et Notice no IA04000479, sur la plateforme ouverte du patrimoine, base Mérimée, ministère français de la Culture | Classé MH (1971)  | 25/10/1971      | Église Saint-Pierre-et-Saint-Paul                                         |
| Église Saint-Martin d'Enriez                                                         | Castellet-lès-Sausses       |                  | 43° 59′ 09,59″ nord, 6° 45′ 40,37″ est   | « IA04000451 » |                   |                 | Image manquante Téléverser                                                |
| Église Saint-Pons d'Aurent                                                           | Castellet-lès-Sausses       |                  | 44° 02′ 39,58″ nord, 6° 43′ 06,06″ est   | « IA04000385 » |                   |                 | Image manquante Téléverser                                                |
| Église Saint-Michel                                                                  | Céreste                     |                  | 43° 51′ 19,692″ nord, 5° 35′ 28,421″ est | |                   |                 | Église Saint-Michel                                                       |
| Église Notre-Dame-du-Bourg                                                           | Champtercier                |                  | 44° 05′ 44,5″ nord, 6° 09′ 45,2″ est     | |                   |                 | Église Notre-Dame-du-Bourg                                                |
| Église Saint-Bernard                                                                 | Château-Arnoux-Saint-Auban  |                  | 44° 05′ 38,213″ nord, 6° 00′ 28,631″ est | |                   |                 | Église Saint-Bernard                                                      |
| Église de Jésus Ouvrier de Saint-Auban                                               | Château-Arnoux-Saint-Auban  |                  | 44° 05′ 37,493″ nord, 6° 00′ 29,16″ est  | |                   |                 | Image manquante Téléverser                                                |
| Église Saint-Laurent                                                                 | Châteaufort                 |                  | 44° 16′ 28,402″ nord, 6° 01′ 00,703″ est | |                   |                 | Image manquante Téléverser                                                |
| Église Saint-Mary des Curniers                                                       | Châteauneuf-Miravail        |                  | 44° 09′ 50,9″ nord, 5° 43′ 33,7″ est     | |                   |                 | Église Saint-Mary des Curniers                                            |
| Église Notre-Dame-de-l’Étoile (Ruine)                                                | Châteauneuf-Val-Saint-Donat |                  | 44° 05′ 38″ nord, 5° 57′ 43″ est         | |                   |                 | Image manquante Téléverser                                                |
| Église de l’Exaltation-de-la-Sainte-Croix                                            | Châteauneuf-Val-Saint-Donat |                  | 4° 05′ 31,16″ nord, 5° 56′ 56,198″ est   | |                   |                 | Image manquante Téléverser                                                |
| Église Notre-Dame-du-Plan (ancienne chapelle Saint-Sébastien, puis Saint Christophe) | Chaudon-Norante             |                  | 43° 59′ 42,256″ nord, 6° 20′ 09,409″ est | « IA04001486 » |                   |                 | Image manquante Téléverser                                                |
| Église Saint-Antoine                                                                 | Chaudon-Norante             |                  | 43° 58′ 48,68″ nord, 6° 18′ 43,91″ est   | |                   |                 | Image manquante Téléverser                                                |
| Église Notre-Dame                                                                    | Clamensane                  |                  | 44° 19′ 22,764″ nord, 6° 04′ 06,449″ est | |                   |                 | Église Notre-Dame                                                         |
| Église Saint-Pierre                                                                  | Claret                      |                  | 44° 22′ 17,89″ nord, 5° 57′ 24,016″ est  | |                   |                 | Église Saint-Pierre                                                       |
| Église Notre-Dame                                                                    | Clumanc                     |                  | 44° 01′ 37,33″ nord, 6° 23′ 13,49″ est   | Notice no PA00080370, sur la plateforme ouverte du patrimoine, base Mérimée, ministère français de la Culture et Notice no IA04000486, sur la plateforme ouverte du patrimoine, base Mérimée, ministère français de la Culture | Inscrit MH (1980) | 06/06/1980      | Église Notre-Dame                                                         |
| Église Saint-Honorat de Clastres                                                     | Clumanc                     |                  | 44° 01′ 17″ nord, 6° 22′ 03″ est         | « IA04000487 » |                   |                 | Église Saint-Honorat de Clastres                                          |
| Église Saint-Martin                                                                  | Colmars-les-Alpes           |                  | 44° 10′ 51,5″ nord, 6° 37′ 35,6″ est     | Notice no PA00080372, sur la plateforme ouverte du patrimoine, base Mérimée, ministère français de la Culture et Notice no IA04000121, sur la plateforme ouverte du patrimoine, base Mérimée, ministère français de la Culture | Classé MH (1974)  | 18/07/1994      | Église Saint-Martin                                                       |
| église Sainte-Marie-Madeleine de Clignon-Haut                                        | Colmars-les-Alpes           |                  | 44° 11′ 51,36″ nord, 6° 38′ 48,72″ est   | « IA04002110 » |                   |                 | Image manquante Téléverser                                                |
| Église Saint-Sébastien                                                               | Corbières-en-Provence       |                  | 43° 45′ 36″ nord, 5° 45′ 00″ est         | |                   |                 | Église Saint-Sébastien                                                    |
| Église Notre-Dame-et-Saint-Martin                                                    | Cruis                       |                  | 44° 03′ 45″ nord, 5° 50′ 12″ est         | « PA00080376 » | Inscrit MH (1925) | 18/05/1925      | Église Notre-Dame-et-Saint-Martin                                         |
| Église Notre-Dame (ou Saint-Pierre-et-Saint-Paul                                     | Curbans                     |                  | 44° 25′ 43,997″ nord, 6° 02′ 19,259″ est | |                   |                 | Église Notre-Dame (ou Saint-Pierre-et-Saint-Paul                          |
| Église Saint-Pierre                                                                  | Curbans                     |                  | 44° 25′ 33″ nord, 6° 02′ 05″ est         | « PA00080377 » | Inscrit MH (1975) | 27/05/1975      | Église Saint-Pierre                                                       |
| Église Saint-Martin                                                                  | Curel                       |                  | 44° 10′ 33,136″ nord, 5° 40′ 27,61″ est  | |                   |                 | Église Saint-Martin                                                       |
| Église Saint-Martin                                                                  | Dauphin                     |                  | 43° 53′ 53,8″ nord, 5° 46′ 58,6″ est     | |                   |                 | Église Saint-Martin                                                       |
| Église Saint-Michel                                                                  | Demandolx                   |                  | à géolocaliser                           | « IA04000133 » |                   |                 | Image manquante Téléverser                                                |
| Cathédrale Notre-Dame-du-Bourg                                                       | Digne-les-Bains             |                  | 44° 05′ 50″ nord, 6° 14′ 33″ est         | « PA00080379 » | Classé MH (1840)  |                 | Cathédrale Notre-Dame-du-Bourg                                            |
| Cathédrale Saint-Jérôme                                                              | Digne-les-Bains             |                  | 44° 05′ 31″ nord, 6° 14′ 10″ est         | « PA00080378 » | Classé MH (1906)  | 30 octobre 1906 | Cathédrale Saint-Jérôme                                                   |
| Église Notre-Dame-des-Anges de Courbons                                              | Digne-les-Bains             |                  | 44° 06′ 24,275″ nord, 6° 12′ 22,864″ est | |                   |                 | Image manquante Téléverser                                                |
| Eglise Saint-Genest des Dourbes                                                      | Digne-les-Bains             |                  | 44° 03′ 57″ nord, 6° 18′ 36″ est         | |                   |                 | Image manquante Téléverser                                                |
| Église Saint-Étienne de Gaubert                                                      | Digne-les-Bains             |                  | 44° 03′ 38,574″ nord, 6° 11′ 39,394″ est | |                   |                 | Image manquante Téléverser                                                |
| Église Saint-Vincent et Saint-Domnin des Sieyès                                      | Digne-les-Bains             |                  | 44° 05′ 04,207″ nord, 6° 12′ 57,845″ est | |                   |                 | Église Saint-Vincent et Saint-Domnin des Sieyès                           |
| Église Saint-Pons                                                                    | Draix                       |                  | 44° 08′ 05,438″ nord, 6° 20′ 35,228″ est | |                   |                 | Église Saint-Pons                                                         |
| Église Saint-Pierre-et-Saint-Paul                                                    | Enchastrayes                |                  | à géolocaliser                           | |                   |                 | Image manquante Téléverser                                                |
| Église Saint-Pons                                                                    | Entrages                    |                  | à géolocaliser                           | |                   |                 | Image manquante Téléverser                                                |
| Église Saint-Marc                                                                    | Entrepierres                |                  | à géolocaliser                           | |                   |                 | Image manquante Téléverser                                                |
| Église Saint-Symphorien                                                              | Entrepierres                |                  | à géolocaliser                           | |                   |                 | Image manquante Téléverser                                                |
| Église Saint-Saturnin                                                                | Entrepierres                |                  | à géolocaliser                           | |                   |                 | Image manquante Téléverser                                                |
| Cathédrale Notre-Dame-de-l'Assomption                                                | Entrevaux                   |                  | à géolocaliser                           | | Classé MH (1996)  |                 | Cathédrale Notre-Dame-de-l'Assomption                                     |
| Eglise Saint-Martin                                                                  | Entrevennes                 |                  | à géolocaliser                           | | Classé MH (1988)  |                 | Eglise Saint-Martin                                                       |
| Église Notre-Dame-de-Mandanois                                                       | L'Escale                    |                  | à géolocaliser                           | |                   |                 | Image manquante Téléverser                                                |
| Église Saint-André                                                                   | Esparron-de-Verdon          |                  | à géolocaliser                           | |                   |                 | Église Saint-André                                                        |
| Église Notre-Dame                                                                    | Estoublon                   |                  | à géolocaliser                           | | Inscrit MH (1926) |                 | Église Notre-Dame                                                         |
| Église Saint-Étienne                                                                 | Faucon-de-Barcelonnette     |                  | à géolocaliser                           | | Classé MH (1913)  |                 | Église Saint-Étienne                                                      |
| Église Notre-Dame                                                                    | Faucon-du-Caire             |                  | à géolocaliser                           | |                   |                 | Image manquante Téléverser                                                |
| Église Saint-Pierre                                                                  | Fontienne                   |                  | à géolocaliser                           | |                   |                 | Image manquante Téléverser                                                |
| Cathédrale Notre-Dame du Bourguet                                                    | Forcalquier                 |                  | à géolocaliser                           | | Classé MH (1914)  |                 | Cathédrale Notre-Dame du Bourguet                                         |
| Église Saint-Jean                                                                    | Forcalquier                 |                  | à géolocaliser                           | | Classé MH (1979)  |                 | Église Saint-Jean                                                         |
| Église Saint-Jean de Villevieille                                                    | Ganagobie                   |                  | à géolocaliser                           | |                   |                 | Image manquante Téléverser                                                |
| Église Saint-Laurent                                                                 | Gigors                      |                  | à géolocaliser                           | |                   |                 | Image manquante Téléverser                                                |
| Église Notre-Dame-des-Ormeaux                                                        | Gréoux-les-Bains            |                  | à géolocaliser                           | |                   |                 | Église Notre-Dame-des-Ormeaux                                             |
| Église d’Auribeau                                                                    | Hautes-Duyes                |                  | à géolocaliser                           | |                   |                 | Image manquante Téléverser                                                |
| Église Notre-Dame de Saint-Estève                                                    | Hautes-Duyes                |                  | à géolocaliser                           | |                   |                 | Image manquante Téléverser                                                |
| Église Saint-Jean-Baptiste                                                           | L'Hospitalet                |                  | à géolocaliser                           | |                   |                 | Église Saint-Jean-Baptiste                                                |
| Église Saint-Nicolas-de-Myre                                                         | Jausiers                    |                  | à géolocaliser                           | | Classé MH (1921)  |                 | Église Saint-Nicolas-de-Myre                                              |
| Église des Sanières                                                                  | Jausiers                    |                  | à géolocaliser                           | |                   |                 | Image manquante Téléverser                                                |
| Église de Lans                                                                       | Jausiers                    |                  | à géolocaliser                           | |                   |                 | Image manquante Téléverser                                                |
| Église Saint-Pierre                                                                  | La Bréole                   |                  | 44° 27′ 26,5″ nord, 6° 17′ 41,107″ est   | |                   |                 | Image manquante Téléverser                                                |
| Église Sainte-Agathe                                                                 | La Brillanne                |                  | 43° 55′ 48″ nord, 5° 53′ 24″ est         | |                   |                 | Église Sainte-Agathe                                                      |
| Église Sainte-Catherine                                                              | La Condamine-Châtelard      |                  | à géolocaliser                           | |                   |                 | Image manquante Téléverser                                                |
| Église Saint-Clément                                                                 | La Condamine-Châtelard      |                  | à géolocaliser                           | |                   |                 | Image manquante Téléverser                                                |
| Église Saint-Martin-de-Castillon                                                     | La Garde                    |                  | à géolocaliser                           | |                   |                 | Image manquante Téléverser                                                |
| Église Saint-Jean-Baptiste                                                           | La Javie                    |                  | à géolocaliser                           | |                   |                 | Image manquante Téléverser                                                |
| Église Saint-André d'Esclangon                                                       | La Javie                    |                  | à géolocaliser                           | |                   |                 | Image manquante Téléverser                                                |
| Église Sainte-Marie-Madeleine                                                        | La Motte-du-Caire           |                  | à géolocaliser                           | |                   |                 | Image manquante Téléverser                                                |
| Église Notre-Dame-de-Vauvert                                                         | La Mure-Argens              |                  | à géolocaliser                           | |                   |                 | Image manquante Téléverser                                                |
| Église Notre-Dame-de-Beaulieu d'Argens                                               | La Mure-Argens              |                  | à géolocaliser                           | |                   |                 | Image manquante Téléverser                                                |
| Église Notre-Dame de Vauvert                                                         | La Palud-sur-Verdon         |                  | à géolocaliser                           | | Inscrit MH (1927) |                 | Image manquante Téléverser                                                |
| Église du Saint-Pons                                                                 | La Robine-sur-Galabre       |                  | à géolocaliser                           | |                   |                 | Image manquante Téléverser                                                |
| Église d'Ainac                                                                       | La Robine-sur-Galabre       |                  | à géolocaliser                           | |                   |                 | Image manquante Téléverser                                                |
| Église de Lambert                                                                    | La Robine-sur-Galabre       |                  | à géolocaliser                           | |                   |                 | Image manquante Téléverser                                                |
| Église du Saint-Nom-de-Jésus                                                         | La Rochegiron               |                  | à géolocaliser                           | |                   |                 | Image manquante Téléverser                                                |
| Église Saint-Pancrace                                                                | La Rochegiron               |                  | à géolocaliser                           | |                   |                 | Image manquante Téléverser                                                |
| Église Notre-Dame des Parans                                                         | La Rochette                 |                  | à géolocaliser                           | |                   |                 | Image manquante Téléverser                                                |
| Église Notre-Dame-des-Neiges                                                         | Larche                      |                  | à géolocaliser                           | |                   |                 | Image manquante Téléverser                                                |
| Église Saint-Pierre-ès-Liens                                                         | Larche                      |                  | à géolocaliser                           | |                   |                 | Image manquante Téléverser                                                |
| Église Sainte-Marie-Madeleine                                                        | Larche                      |                  | à géolocaliser                           | |                   |                 | Image manquante Téléverser                                                |
| Église Sainte-Anne                                                                   | Lardiers                    |                  | à géolocaliser                           | | Classé MH (1978)  |                 | Église Sainte-Anne                                                        |
| Église Notre-Dame                                                                    | Le Brusquet                 |                  | 44° 09′ 41,533″ nord, 6° 18′ 35,6″ est   | |                   |                 | Image manquante Téléverser                                                |
| Église Saint-Maurice                                                                 | Le Brusquet                 |                  | 44° 09′ 39,161″ nord, 6° 18′ 44,939″ est | |                   |                 | Image manquante Téléverser                                                |
| Église Saint-Michel-Archange                                                         | Le Caire                    |                  | 44° 22′ 13,375″ nord, 6° 03′ 38,326″ est | |                   |                 | Image manquante Téléverser                                                |
| Église Notre-Dame                                                                    | Le Castellard-Melan         |                  | à géolocaliser                           | |                   |                 | Image manquante Téléverser                                                |
| Église Saint-Pierre du Castellet                                                     | Le Castellet                |                  | à géolocaliser                           | |                   |                 | Église Saint-Pierre du Castellet                                          |
| Église Saint-Barthélemy                                                              | Le Chaffaut-Saint-Jurson    |                  | à géolocaliser                           | |                   |                 | Image manquante Téléverser                                                |
| Église Saint-Jacques d'Espinouse                                                     | Le Chaffaut-Saint-Jurson    |                  | à géolocaliser                           | |                   |                 | Image manquante Téléverser                                                |
| Église Sainte-Agathe de Lagremuse                                                    | Le Chaffaut-Saint-Jurson    |                  | à géolocaliser                           | |                   |                 | Image manquante Téléverser                                                |
| Église Saint-Pons                                                                    | Le Fugeret                  |                  | à géolocaliser                           | |                   |                 | Image manquante Téléverser                                                |
| Église de l’Assomption d'Argenton                                                    | Le Fugeret                  |                  | à géolocaliser                           | |                   |                 | Image manquante Téléverser                                                |
| Église Saint-Laurent                                                                 | Le Lauzet-Ubaye             |                  | à géolocaliser                           | |                   |                 | Église Saint-Laurent                                                      |
| Église Notre-Dame-de-l’Olivier                                                       | Les Mées                    |                  | à géolocaliser                           | |                   |                 | Image manquante Téléverser                                                |
| Église Saint-Blaise                                                                  | Les Mées                    |                  | à géolocaliser                           | |                   |                 | Image manquante Téléverser                                                |
| Église Saint-Pierre-aux-Liens                                                        | Les Omergues                |                  | à géolocaliser                           | |                   |                 | Image manquante Téléverser                                                |
| Église Saint-Martin de Tours                                                         | Les Thuiles                 |                  | à géolocaliser                           | |                   |                 | Image manquante Téléverser                                                |
| Église Saint-Georges                                                                 | Limans                      |                  | à géolocaliser                           | |                   |                 | Image manquante Téléverser                                                |
| Église Sainte-Croix                                                                  | Lurs                        |                  | à géolocaliser                           | |                   |                 | Image manquante Téléverser                                                |
| Église Notre-Dame-des-Anges                                                          | Lurs                        |                  | à géolocaliser                           | |                   |                 | Image manquante Téléverser                                                |
| Église Notre-Dame-de-la-Roche                                                        | Majastres                   |                  | à géolocaliser                           | |                   |                 | Image manquante Téléverser                                                |
| Église Saint-Christophe et Sainte-Madeleine                                          | Malijai                     |                  | à géolocaliser                           | |                   |                 | Image manquante Téléverser                                                |
| Église Saint-Florent                                                                 | Malijai                     |                  | à géolocaliser                           | |                   |                 | Image manquante Téléverser                                                |
| Église Saint-Jean-Baptiste                                                           | Mallefougasse-Augès         |                  | à géolocaliser                           | | Inscrit MH (1997) |                 | Église Saint-Jean-Baptiste                                                |
| Église Notre-Dame                                                                    | Mallemoisson                |                  | à géolocaliser                           | |                   |                 | Image manquante Téléverser                                                |
| Église Saint-André                                                                   | Mane                        |                  | à géolocaliser                           | | Inscrit MH (1993) |                 | Image manquante Téléverser                                                |
| Église Notre-Dame de Romigier de Manosque                                            | Manosque                    |                  | à géolocaliser                           | | Classé MH (1980)  |                 | Église Notre-Dame de Romigier de Manosque                                 |
| Église Saint-Sauveur de Manosque                                                     | Manosque                    |                  | à géolocaliser                           | | Classé MH (1975)  |                 | Église Saint-Sauveur de Manosque                                          |
| Église Saint-Étienne                                                                 | Marcoux                     |                  | à géolocaliser                           | | Inscrit MH (1927) |                 | Image manquante Téléverser                                                |
| Église Saint-Jacques                                                                 | Méailles                    |                  | à géolocaliser                           | |                   |                 | Image manquante Téléverser                                                |
| Église Notre-Dame                                                                    | Melve                       |                  | à géolocaliser                           | |                   |                 | Image manquante Téléverser                                                |
| Église Saint-Jacques-le-Majeur                                                       | Méolans-Revel               |                  | à géolocaliser                           | |                   |                 | Image manquante Téléverser                                                |
| Église Saint-Antoine de Lavercq                                                      | Méolans-Revel               |                  | à géolocaliser                           | |                   |                 | Église Saint-Antoine de Lavercq                                           |
| Église Notre-Dame-de-la-Visitation de Rioclar                                        | Méolans-Revel               |                  | à géolocaliser                           | |                   |                 | Image manquante Téléverser                                                |
| Église Saint-Julien                                                                  | Méolans-Revel               |                  | à géolocaliser                           | |                   |                 | Image manquante Téléverser                                                |
| Église Saint-Julien de Saint-Barthélemy                                              | Méolans-Revel               |                  | à géolocaliser                           | |                   |                 | Image manquante Téléverser                                                |
| Église Saint-Donat                                                                   | Meyronnes                   |                  | à géolocaliser                           | |                   |                 | Image manquante Téléverser                                                |
| Église Saint-Jean-Baptiste                                                           | Meyronnes                   |                  | à géolocaliser                           | |                   |                 | Image manquante Téléverser                                                |
| Église Saint-Ours                                                                    | Meyronnes                   |                  | à géolocaliser                           | |                   |                 | Image manquante Téléverser                                                |
| Église Notre-Dame                                                                    | Mézel                       |                  | à géolocaliser                           | |                   |                 | Image manquante Téléverser                                                |
| Église Notre-Dame-du-Bon-Secours                                                     | Mirabeau                    |                  | à géolocaliser                           | |                   |                 | Image manquante Téléverser                                                |
| Église Saint-Valentin                                                                | Mirabeau                    |                  | à géolocaliser                           | |                   |                 | Image manquante Téléverser                                                |
| Église Notre-Dame-de-la-Baume                                                        | Mison                       |                  | à géolocaliser                           | |                   |                 | Image manquante Téléverser                                                |
| Église Saint-Julien                                                                  | Montagnac-Montpezat         |                  | à géolocaliser                           | | Inscrit MH (2003) |                 | Image manquante Téléverser                                                |
| Église Saint-Pierre-aux-Liens                                                        | Montagnac-Montpezat         |                  | à géolocaliser                           | |                   |                 | Image manquante Téléverser                                                |
| Église Saint-Saturnin                                                                | Montagnac-Montpezat         |                  | à géolocaliser                           | |                   |                 | Image manquante Téléverser                                                |
| Église Saint-Michel                                                                  | Montclar                    |                  | à géolocaliser                           | |                   |                 | Image manquante Téléverser                                                |
| Église Saint-Pierre                                                                  | Montclar                    |                  | à géolocaliser                           | |                   |                 | Image manquante Téléverser                                                |
| Église Saint-Donat                                                                   | Montfort                    |                  | à géolocaliser                           | | Classé MH (1959)  |                 | Église Saint-Donat                                                        |
| Église Notre-Dame-et-Saint-Elzéar                                                    | Montfuron                   |                  | à géolocaliser                           | |                   |                 | Église Notre-Dame-et-Saint-Elzéar                                         |
| Église Notre-Dame-des-Neiges                                                         | Montjustin                  |                  | à géolocaliser                           | |                   |                 | Église Notre-Dame-des-Neiges                                              |
| Église Saint-Jacques-et-Saint-Christophe                                             | Montlaux                    |                  | à géolocaliser                           | |                   |                 | Image manquante Téléverser                                                |
| Église Saint-Pierre-aux-Liens                                                        | Montsalier                  |                  | à géolocaliser                           | |                   |                 | Image manquante Téléverser                                                |
| Église de Montsalier                                                                 | Montsalier                  |                  | à géolocaliser                           | |                   |                 | Église de Montsalier                                                      |
| Église Saint-Barthélemy                                                              | Moriez                      |                  | à géolocaliser                           | |                   |                 | Église Saint-Barthélemy                                                   |
| Église Saint-Claude de Hyèges                                                        | Moriez                      |                  | à géolocaliser                           | |                   |                 | Image manquante Téléverser                                                |
| Église Notre-Dame-de-l'Assomption                                                    | Moustiers-Sainte-Marie      |                  | à géolocaliser                           | | Classé MH (1913)  |                 | Église Notre-Dame-de-l'Assomption                                         |
| Église Notre-Dame-de-Bethléem                                                        | Nibles                      |                  | à géolocaliser                           | |                   |                 | Image manquante Téléverser                                                |
| Église Saint-Étienne Martyr                                                          | Niozelles                   |                  | à géolocaliser                           | |                   |                 | Église Saint-Étienne Martyr                                               |
| Église du Haut-Noyers                                                                | Noyers-sur-Jabron           |                  | à géolocaliser                           | |                   |                 | Image manquante Téléverser                                                |
| Église du Bas-Noyers                                                                 | Noyers-sur-Jabron           |                  | à géolocaliser                           | |                   |                 | Image manquante Téléverser                                                |
| Église Notre-Dame                                                                    | Ongles                      |                  | à géolocaliser                           | |                   |                 | Église Notre-Dame                                                         |
| Église Saint-Didier                                                                  | Oppedette                   |                  | à géolocaliser                           | |                   |                 | Image manquante Téléverser                                                |
| Église Notre-Dame-du-Thor                                                            | Oraison                     |                  | à géolocaliser                           | |                   |                 | Église Notre-Dame-du-Thor                                                 |
| Église Saint-Martin                                                                  | Peipin                      |                  | à géolocaliser                           | |                   |                 | Image manquante Téléverser                                                |
| Église Saint-Pons                                                                    | Peyroules                   |                  | à géolocaliser                           | | Inscrit MH (2006) |                 | Image manquante Téléverser                                                |
| Église Saint-Jean-Baptiste de La Foux                                                | Peyroules                   |                  | à géolocaliser                           | |                   |                 | Image manquante Téléverser                                                |
| Église Saint-Roch                                                                    | Peyruis                     |                  | à géolocaliser                           | |                   |                 | Église Saint-Roch                                                         |
| Église Saint-Colomban                                                                | Piégut                      |                  | à géolocaliser                           | |                   |                 | Image manquante Téléverser                                                |
| Église de Pierrerue                                                                  | Pierrerue                   |                  | à géolocaliser                           | |                   |                 | Église de Pierrerue                                                       |
| Église Saint-Pierre                                                                  | Pierrevert                  |                  | à géolocaliser                           | | Classé MH (1937)  |                 | Église Saint-Pierre                                                       |
| Église Saint-Jérôme                                                                  | Pontis                      |                  | à géolocaliser                           | |                   |                 | Église Saint-Jérôme                                                       |
| Église de l’Adroit                                                                   | Pontis                      |                  | à géolocaliser                           | |                   |                 | Église de l’Adroit                                                        |
| Église Sainte-Anne                                                                   | Prads-Haute-Bléone          |                  | à géolocaliser                           | |                   |                 | Image manquante Téléverser                                                |
| Église de Blégiers                                                                   | Prads-Haute-Bléone          |                  | à géolocaliser                           | |                   |                 | Image manquante Téléverser                                                |
| Église Saint-Jean-Baptiste de Chanolles                                              | Prads-Haute-Bléone          |                  | à géolocaliser                           | |                   |                 | Image manquante Téléverser                                                |
| Église Saint-Laurent de Chavailles                                                   | Prads-Haute-Bléone          |                  | à géolocaliser                           | |                   |                 | Image manquante Téléverser                                                |
| Église Notre-Dame-du-Serre                                                           | Puimichel                   |                  | à géolocaliser                           | |                   |                 | Image manquante Téléverser                                                |
| Église Saint-Michel                                                                  | Puimoisson                  |                  | à géolocaliser                           | | Inscrit MH (1926) |                 | Église Saint-Michel                                                       |
| Église Notre-Dame-du-Plan                                                            | Quinson                     |                  | à géolocaliser                           | |                   |                 | Église Notre-Dame-du-Plan                                                 |
| Église Saint-Michel                                                                  | Redortiers                  |                  | à géolocaliser                           | |                   |                 | Image manquante Téléverser                                                |
| Église Notre-Dame-de-l'Assomption                                                    | Reillanne                   |                  | à géolocaliser                           | |                   |                 | Église Notre-Dame-de-l'Assomption                                         |
| Église Saint-Clair                                                                   | Revest-du-Bion              |                  | à géolocaliser                           | |                   |                 | Église Saint-Clair                                                        |
| Église Saint-Côme-et-Saint-Damien                                                    | Revest-des-Brousses         |                  | à géolocaliser                           | |                   |                 | Image manquante Téléverser                                                |
| Église Saint-André                                                                   | Revest-Saint-Martin         |                  | à géolocaliser                           | |                   |                 | Image manquante Téléverser                                                |
| Église Notre-Dame de l'Assomption                                                    | Riez                        |                  | à géolocaliser                           | |                   |                 | Église Notre-Dame de l'Assomption                                         |
| Église Notre-Dame-de-la-Roche-et-Saint-Romain                                        | Rougon                      |                  | à géolocaliser                           | |                   |                 | Image manquante Téléverser                                                |
| Église Saint-Pierre-ès-Liens                                                         | Roumoules                   |                  | à géolocaliser                           | |                   |                 | Image manquante Téléverser                                                |
| Église Saint-André                                                                   | Saint-André-les-Alpes       |                  | à géolocaliser                           | |                   |                 | Église Saint-André                                                        |
| Église Saint-Benoît                                                                  | Saint-Benoît                |                  | à géolocaliser                           | |                   |                 | Image manquante Téléverser                                                |
| Église Saint-Étienne                                                                 | Saint-Étienne-les-Orgues    |                  | à géolocaliser                           | |                   |                 | Église Saint-Étienne                                                      |
| Église Saint-Geniez                                                                  | Saint-Geniez                |                  | à géolocaliser                           | |                   |                 | Image manquante Téléverser                                                |
| Église Saint-Martin                                                                  | Saint-Jacques               |                  | à géolocaliser                           | |                   |                 | Image manquante Téléverser                                                |
| Église Notre-Dame-de-l’Espérance                                                     | Saint-Jeannet               |                  | à géolocaliser                           | |                   |                 | Image manquante Téléverser                                                |
| Église Saint-Julien                                                                  | Saint-Julien-d'Asse         |                  | à géolocaliser                           | |                   |                 | Image manquante Téléverser                                                |
| Église Notre-Dame-de-l’Assomption                                                    | Saint-Julien-du-Verdon      |                  | à géolocaliser                           | |                   |                 | Image manquante Téléverser                                                |
| Église Saint-Georges                                                                 | Saint-Jurs                  |                  | à géolocaliser                           | |                   |                 | Image manquante Téléverser                                                |
| Église Saint-Laurent                                                                 | Saint-Laurent-du-Verdon     |                  | à géolocaliser                           | |                   |                 | Image manquante Téléverser                                                |
| Église Saint-Laurent                                                                 | Saint-Lions                 |                  | à géolocaliser                           | |                   |                 | Image manquante Téléverser                                                |
| Église Saint-Maxime                                                                  | Saint-Maime                 |                  | à géolocaliser                           | |                   |                 | Église Saint-Maxime                                                       |
| Église Saint-Martin                                                                  | Saint-Martin-de-Brômes      |                  | à géolocaliser                           | |                   |                 | Image manquante Téléverser                                                |
| Église Saint-Martin                                                                  | Saint-Martin-les-Eaux       |                  | à géolocaliser                           | | Classé MH (1972)  |                 | Église Saint-Martin                                                       |
| Église Saint-Martin                                                                  | Saint-Martin-lès-Seyne      |                  | à géolocaliser                           | |                   |                 | Image manquante Téléverser                                                |
| Église Haute                                                                         | Saint-Michel-l'Observatoire |                  | à géolocaliser                           | |                   |                 | Église Haute                                                              |
| Église Saint-Pierre                                                                  | Saint-Michel-l'Observatoire |                  | à géolocaliser                           | |                   |                 | Église Saint-Pierre                                                       |
| Église Sainte-Marie-Madeleine de Lincel                                              | Saint-Michel-l'Observatoire |                  | à géolocaliser                           | | Inscrit MH (1988) |                 | Image manquante Téléverser                                                |
| Église Saint-Pierre-et-Saint-Paul                                                    | Saint-Paul-sur-Ubaye        |                  | à géolocaliser                           | |                   |                 | Image manquante Téléverser                                                |
| Église Saint-Thomas                                                                  | Saint-Paul-sur-Ubaye        |                  | à géolocaliser                           | |                   |                 | Image manquante Téléverser                                                |
| Église Saint-Antoine                                                                 | Saint-Paul-sur-Ubaye        |                  | à géolocaliser                           | | Classé MH (1921)  |                 | Image manquante Téléverser                                                |
| Église de la Transfiguration-de-Notre-Seigneur                                       | Saint-Paul-sur-Ubaye        |                  | à géolocaliser                           | |                   |                 | Image manquante Téléverser                                                |
| Église Saint-Jean-Baptiste de Fouillouse                                             | Saint-Paul-sur-Ubaye        |                  | à géolocaliser                           | |                   |                 | Église Saint-Jean-Baptiste de Fouillouse                                  |
| Église Saint-Étienne                                                                 | Saint-Pierre                |                  | à géolocaliser                           | |                   |                 | Image manquante Téléverser                                                |
| Église Saint-Pons                                                                    | Saint-Pons                  |                  | à géolocaliser                           | |                   |                 | Image manquante Téléverser                                                |
| Église Saint-Vincent                                                                 | Saint-Vincent-les-Forts     |                  | à géolocaliser                           | |                   |                 | Image manquante Téléverser                                                |
| Église de l’Assomption                                                               | Saint-Vincent-les-Forts     |                  | à géolocaliser                           | |                   |                 | Image manquante Téléverser                                                |
| Église Saint-Vincent                                                                 | Saint-Vincent-sur-Jabron    |                  | à géolocaliser                           | |                   |                 | Image manquante Téléverser                                                |
| Église de l'Invention-de-la-Sainte-Croix                                             | Sainte-Croix-à-Lauze        |                  | à géolocaliser                           | |                   |                 | Église de l'Invention-de-la-Sainte-Croix                                  |
| Église Sainte-Croix                                                                  | Sainte-Croix-du-Verdon      |                  | à géolocaliser                           | |                   |                 | Image manquante Téléverser                                                |
| Église Notre-Dame de Beauvoir                                                        | Sainte-Tulle                |                  | à géolocaliser                           | |                   |                 | Église Notre-Dame de Beauvoir                                             |
| Église Saint-Clément                                                                 | Salignac                    |                  | à géolocaliser                           | |                   |                 | Image manquante Téléverser                                                |
| Église Sainte-Thérèse-de-l’Enfant-Jésus                                              | Salignac                    |                  | à géolocaliser                           | |                   |                 | Image manquante Téléverser                                                |
| Église Saint-Pierre-ès-Liens                                                         | Saumane                     |                  | à géolocaliser                           | |                   |                 | Église Saint-Pierre-ès-Liens                                              |
| Église Saint-Pierre                                                                  | Sausses                     |                  | à géolocaliser                           | |                   |                 | Image manquante Téléverser                                                |
| Église Notre-Dame-et-Saint-Antoine                                                   | Selonnet                    |                  | à géolocaliser                           | |                   |                 | Image manquante Téléverser                                                |
| Église Notre-Dame-de-l'Assomption                                                    | Senez                       |                  | à géolocaliser                           | | Classé MH (1910)  |                 | Image manquante Téléverser                                                |
| Église Notre-Dame-de-Nazareth                                                        | Seyne                       |                  | à géolocaliser                           | | Classé MH (1862)  |                 | Image manquante Téléverser                                                |
| Église Saint-Claude                                                                  | Sigonce                     |                  | à géolocaliser                           | | Inscrit MH (1967) |                 | Image manquante Téléverser                                                |
| Église Notre-Dame d’Espavent                                                         | Sigoyer                     |                  | à géolocaliser                           | |                   |                 | Image manquante Téléverser                                                |
| Eglise Saint-Pierre                                                                  | Simiane-la-Rotonde          |                  | à géolocaliser                           | |                   |                 | Eglise Saint-Pierre                                                       |
| Église Saint-Victoire                                                                | Simiane-la-Rotonde          |                  | à géolocaliser                           | | Classé MH (1922)  |                 | Image manquante Téléverser                                                |
| Église Notre-Dame-des-Pommiers                                                       | Sisteron                    |                  | à géolocaliser                           | | Classé MH (1840)  |                 | Église Notre-Dame-des-Pommiers                                            |
| Église Notre-Dame-de-l'Assomption                                                    | Soleilhas                   |                  | 43° 51′ 24,541″ nord, 6° 38′ 57,163″ est | |                   |                 | Église Notre-Dame-de-l'Assomption                                         |
| Église Saint-Pierre-aux-Liens                                                        | Sourribes                   |                  | à géolocaliser                           | |                   |                 | Image manquante Téléverser                                                |
| Église Notre-Dame d’Entraigues                                                       | Tartonne                    |                  | à géolocaliser                           | |                   |                 | Image manquante Téléverser                                                |
| Église Saint-Blaise                                                                  | Thèze                       |                  | à géolocaliser                           | |                   |                 | Image manquante Téléverser                                                |
| Église Saint-Blaise                                                                  | Thoard                      |                  | à géolocaliser                           | |                   |                 | Image manquante Téléverser                                                |
| Église Saint-Antoine                                                                 | Turriers                    |                  | à géolocaliser                           | |                   |                 | Image manquante Téléverser                                                |
| Église Saint-Laurent                                                                 | Uvernet-Fours               |                  | à géolocaliser                           | |                   |                 | Image manquante Téléverser                                                |
| Église Notre-Dame-de-Lumière                                                         | Uvernet-Fours               |                  | à géolocaliser                           | |                   |                 | Image manquante Téléverser                                                |
| Église Saint-Jean-Baptiste de Molanès                                                | Uvernet-Fours               |                  | à géolocaliser                           | |                   |                 | Image manquante Téléverser                                                |
| Église Saint-André                                                                   | Uvernet-Fours               |                  | à géolocaliser                           | |                   |                 | Image manquante Téléverser                                                |
| Église Saint-Jean-Baptiste des Agneliers                                             | Uvernet-Fours               |                  | à géolocaliser                           | |                   |                 | Image manquante Téléverser                                                |
| Église Saint-Louis-des-Bellons de Bayasse                                            | Uvernet-Fours               |                  | à géolocaliser                           | |                   |                 | Image manquante Téléverser                                                |
| Église de Vachères                                                                   | Vachères                    |                  | à géolocaliser                           | |                   |                 | Église de Vachères                                                        |
| Église Saint-Christophe                                                              | Vachères                    |                  | à géolocaliser                           | |                   |                 | Église Saint-Christophe                                                   |
| Église de l’Annonciation à Montblanc                                                 | Val-de-Chalvagne            |                  | à géolocaliser                           | |                   |                 | Image manquante Téléverser                                                |
| Église de Villevieille                                                               | Val-de-Chalvagne            |                  | à géolocaliser                           | |                   |                 | Image manquante Téléverser                                                |
| Église Saint-Pancrace                                                                | Valavoire                   |                  | à géolocaliser                           | |                   |                 | Image manquante Téléverser                                                |
| Église Saint-Sauveur et Saint-Pons                                                   | Valbelle                    |                  | à géolocaliser                           | |                   |                 | Image manquante Téléverser                                                |
| Église Saint-Denis                                                                   | Valensole                   |                  | à géolocaliser                           | | Inscrit MH (1994) |                 | Image manquante Téléverser                                                |
| Église Sainte-Marie-Madeleine                                                        | Valernes                    |                  | à géolocaliser                           | |                   |                 | Image manquante Téléverser                                                |
| Église Saint-Marcellin d’Embrun                                                      | Vaumeilh                    |                  | à géolocaliser                           | |                   |                 | Image manquante Téléverser                                                |
| Église Saints-Crépin-et-Crépinien                                                    | Venterol                    |                  | à géolocaliser                           | |                   |                 | Image manquante Téléverser                                                |
| Église Saint-Jean-Baptiste                                                           | Venterol                    |                  | à géolocaliser                           | |                   |                 | Image manquante Téléverser                                                |
| Église Saint-Maxime-de-Riez                                                          | Venterol                    |                  | à géolocaliser                           | |                   |                 | Image manquante Téléverser                                                |
| Église Saint-Étienne                                                                 | Villemus                    |                  | à géolocaliser                           | |                   |                 | Église Saint-Étienne                                                      |
| Église Saint-Saturnin Saint-Sébastien                                                | Villeneuve                  |                  | à géolocaliser                           | | Inscrit MH (1926) |                 | Église Saint-Saturnin Saint-Sébastien                                     |
| Église Saint-Martin                                                                  | Volonne                     | Classé MH (1971) | à géolocaliser                           | |                   |                 | Église Saint-Martin                                                       |
| Église Sainte-Victoire                                                               | Volx                        |                  | à géolocaliser                           | |                   |                 | Église Sainte-Victoire                                                    |